# 2494 Inge
2494 Inge eller 1981 LF är en asteroid i huvudbältet som upptäcktes den 4 juni 1981 av den amerikanske astronomen Edward L.G. Bowell vid Anderson Mesa Station. Den är uppkallad efter Jay L. Inge.
Asteroiden har en diameter på ungefär 46 kilometer.